# Friedrich-Lothar Holl

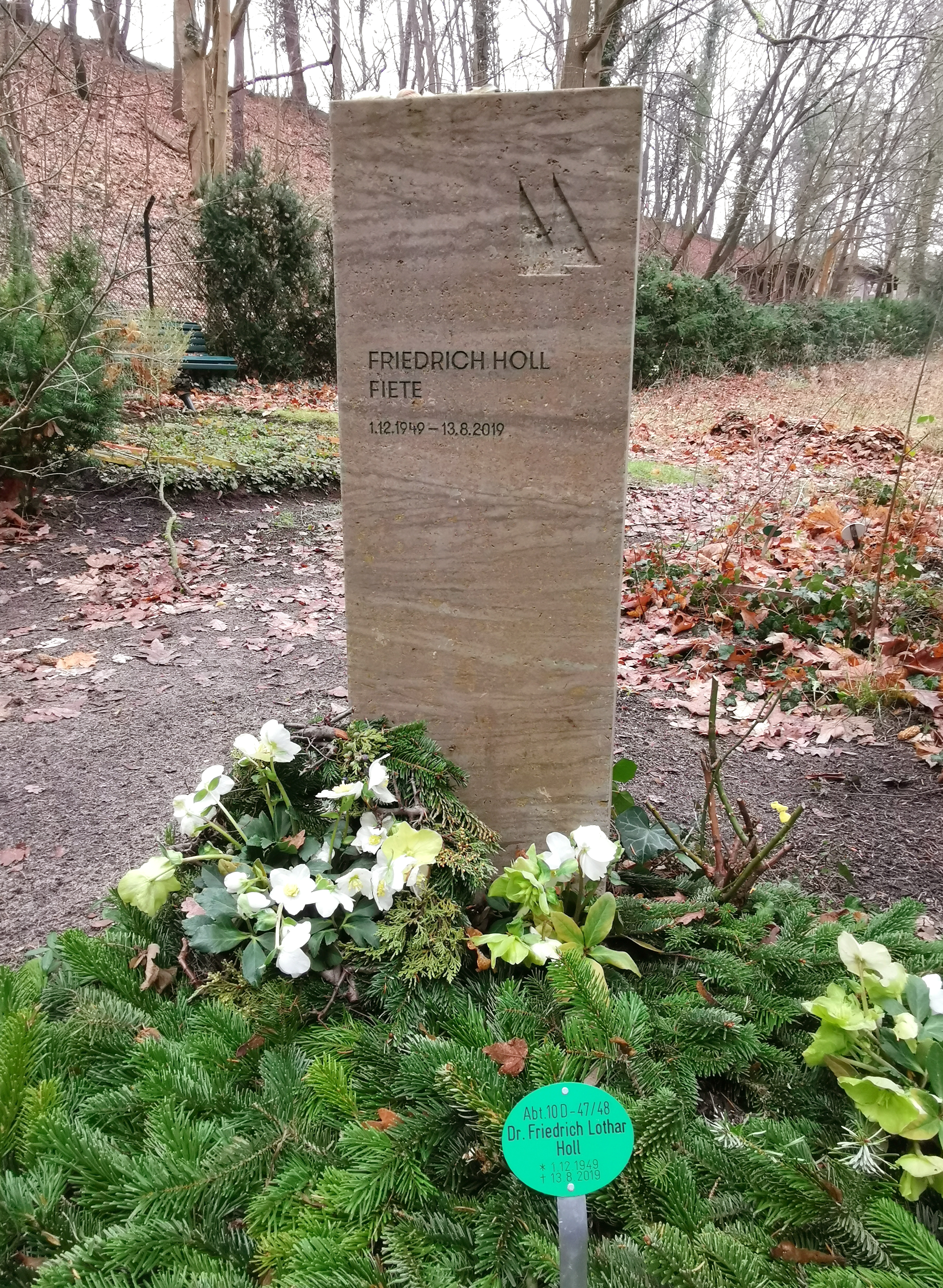
Grab auf dem Friedhof Heerstraße

Friedrich-Lothar Holl (* 1. Dezember 1949 in Köln; † 13. August 2019) war ein deutscher Hochschulprofessor.

## Leben

### Ausbildung
Nach einer Lehre und dem Studium der Wirtschaftsinformatik war Holl unter anderem als wissenschaftlicher Mitarbeiter des Sonderforschungsbereichs Produktionstechnik an der Technischen Universität Berlin und der Projektgruppe Arbeitswissenschaft für Arbeitnehmer beim Deutschen Gewerkschaftsbund tätig.
Er schloss 1996 seine Promotion am Heinz Nixdorf Institut der Universität Paderborn zum Thema Informations- und Kommunikationssysteme zum Dr. rer. nat. ab.

### Forschung und Lehre
1996 erhielt er die Berufung als Professor für Bürokommunikation und Verwaltungsautomation an den Fachbereich Wirtschaft der Fachhochschule Brandenburg. Seine Pensionierung erfolgte 2016. Er hielt dort weiterhin Lehrveranstaltungen ab.
Ab Wintersemester 2006 wurde er Studiendekan des Masterstudiengangs Security Management, dessen Konzept er zuvor mitentwickelte.
Er war Mitbegründer des Instituts für Safety und Security und der Konferenzreihe Security Forum ebendort.
In 2008 war er Gründungsmitglied des internationalen Cooperation Network for Risk Safety & Security Studies (CONRIS) Netzwerks, welches eine Kooperation mit elf Hochschulen aus Deutschland, Österreich und den Niederlanden umfasst.

### Tod und Beisetzung
Friedrich-Lothar Holl starb am 13. August 2019 im Alter von 69 Jahren. Die Beisetzung erfolgte am 27. August 2019 auf dem Friedhof Heerstraße in Berlin-Westend (Grablage: 10-D-47/48).

## Veröffentlichungen (Auswahl)
- Ordnungsmäßigkeit von Informations- und Kommunikationssystemen. Dissertation, Universität Paderborn, Heinz Nixdorf Institut, Informatik und Gesellschaft, Verlagsschriftenreihe des Heinz Nixdorf Instituts, Paderborn, Band 12, 1996, ISBN 3-931466-11-6
- Betriebsökologie. Erfahrungen, Chancen und Grenzen einer neuen Herausforderung, Friedrich-Lothar Holl (Hrsg.), Bund-Verlag Köln, 1993, ISBN 978-3-7663-2338-5
- Digitale Telefonanlagen: die neue Welt der Kommunikation?, Verfasser Friedrich-L. Holl und Roger Schlag, Bund-Verlag Köln, 1989, ISBN 978-3-7663-2109-1
- Durchblick: Das Lexikon der Datenverarbeitung für Arbeitnehmer, Verfasser Friedrich L. Holl und Joachim Bickenbach, Hrsg. Lothar Zimmermann, Bund-Verlag Köln, 1985, ISBN 978-3-7663-0941-9